# 黑胶海龙
黑胶海龙（学名：Doryrhamphus excisus）为輻鰭魚綱背棘魚目海龙鱼科矛吻海龙属的鱼类，俗名黑腹海龙。分布于印度太平洋區，包括東非、南非、留尼旺、塞席爾群島、馬爾地夫、泰國、菲律賓、印尼、台灣、澳洲、法屬波里尼西亞、密克羅尼西亞、墨西哥、中美洲、哥倫比亞等海域，棲息深度2-50公尺，多栖息于岩礁海岸。该物种的模式产地在红海，可作為觀賞魚。

## 外部連結
- 黑胶海龙的圖片 （页面存档备份，存于）